# Skarðabrún
Skarðabrún är en ås i republiken Island. Den ligger i regionen Västfjordarna, 170 km nordväst om huvudstaden Reykjavík.